# Volta de canó

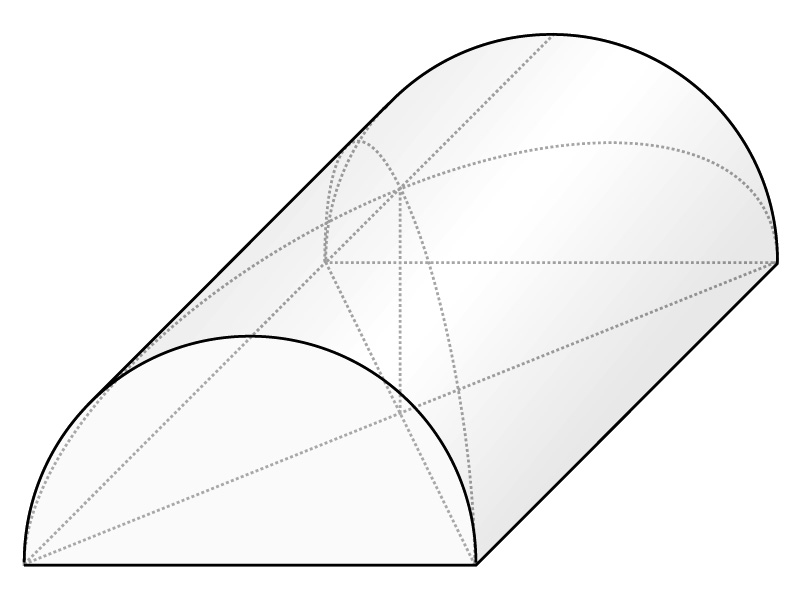
Esquema de volta de canó

La volta de canó és un tipus de volta generada pel desplaçament d'un arc de mig punt al llarg d'un eix longitudinal. S'empra per a cobrir espais longitudinals, com les naus de les esglésies o els seus transseptes. Va ser molt utilitzada en l'arquitectura romana i després en la preromànica i en la romànica.

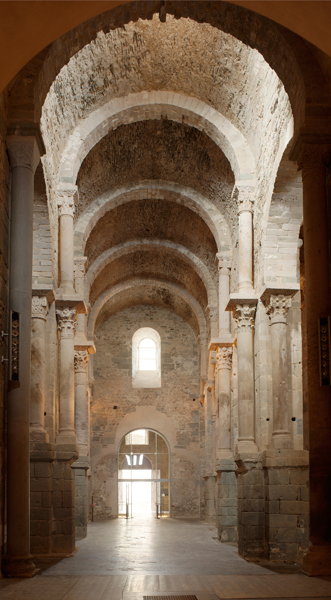
Volta de canó sostinguda per arcs torals de Sant Pere de Rodes (s. XI)

El seu nom prové del fet que la seva forma bàsica és un cilindre (canó) partit per la meitat.

## Origen de la volta de canó
L'origen de la volta de canó a la Mediterrània es troba en els inicis de les primeres cultures mesopotàmiques.
En un país on no existia la pedra ni la fusta, els únics materials de construcció que la naturalesa proporcionava eren el fang i les canyes, i se'n servien per realitzar les primeres construccions, de la forma següent: consistia a lligar juntes formant un feix, una bona quantitat de canyes i aquests feixos es plantaven fortament a terra formant dues línies paral·leles... Els feixos verticals s'inclinaven cap endins i es lligaven els uns cap als altres formant una successió d'arcs... Recobrien la part externa amb una grossa capa de fang... La casa de canyes o cabanya solia ser un túnel allargat, és a dir un recinte amb sostre de volta. Quan una d'elles s'encenia casualment, podia quedar en peu una part del teulat amb la seva grossa coberta de fang endurida per l'escalfor; i així s'originarà l'arc. Per construir vertaders arcs n'hi havia prou en col·locar els rajols sobre una carcassa de canyes. El mateix procediment podia usar-se en la construcció de la volta.

## Característiques constructives
Els vectors de pressió d'una volta de canó resulten en una força perpendicular a la zona de la clau de volta, mentre que als sectors inferiors les forces esdevenen laterals, exercint una pressió cap a l'exterior. Aquesta mena de construccions esdevenen altament inestables si els murs de càrrega no es reforcen d'alguna manera, essent el contrafort el sistema més habitual. Hi ha nombrosos exemples de l'efecte de les forces laterals en voltes de canó mal reforçades, com per exemple l'església de Guimarei, una construcció del segle xvii amb una volta de canó ostensiblement deformada.
Les voltes de canó presenten dificultats d'il·luminació llargament conegudes. La principal dificultat radica en la necessitat d'evitar perforar les voltes de canó, car aquestes obertures comprometrien la integritat de tot el sistema. És per aquest motiu que les construccions amb voltes de canó, especialment les romàniques, presenten petites finestres o encreuaments de naus per generar obertures i permetre la il·luminació dels interiors.
Si es compara amb altres tècniques constructives, la volta de canó és un disseny més feble. Per exemple, si es compara amb la volta d'aresta, on les forces es dirigeixen de manera gairebé vertical a cadascun dels vèrtexs. Des de 1996, els enginyers han aplicat la mecànica newtoniana per calcular les càrregues de les voltes de canó antigues, tot emprant un algorisme per calcular la càrrega que la gravetat indueix a les voltes.